# Cheiloneurus hawaiiensis
Cheiloneurus hawaiiensis är en stekelart som först beskrevs av Perkins 1912.  Cheiloneurus hawaiiensis ingår i släktet Cheiloneurus och familjen sköldlussteklar. Inga underarter finns listade i Catalogue of Life.